# Libertas Schulze-Boysen
Libertas Schulze-Boysen, geborene Libertas Viktoria Haas-Heye (* 20. November 1913 in Paris; † 22. Dezember 1942 in Berlin-Plötzensee) gehörte als Mitwisserin und Helferin während des NS-Regimes zur Widerstandsgruppe Rote Kapelle.

## Leben
Libertas Haas-Heye war das jüngste von drei Kindern des aus Heidelberg stammenden Modeschöpfers Otto Ludwig Haas-Heye (1879–1959) und dessen Frau Viktoria Ada Astrid Agnes Gräfin zu Eulenburg (1886–1967). Die Eltern hatten am 12. Mai 1909 in Liebenberg geheiratet und danach zeitweise in London und Paris gelebt. Ihre Geschwister waren Ottora Maria Douglas-Reimer (* 13. Februar 1910 in Garmisch-Partenkirchen; † 2001) und Johannes Haas-Heye (* 16. März 1912 in London; † 30. September 2008 in Bonn-Bad Godesberg).
Die Mutter, genannt „Tora“, entstammte einer alten preußischen Adelsfamilie. Sie war das jüngste von acht Kindern des preußischen Diplomaten Philipp zu Eulenburg und dessen schwedischer Ehefrau, Augusta Gräfin Sandels (1853–1941). Als Libertas acht Jahre alt war, ließen sich die Eltern scheiden. Libertas verbrachte einen Teil ihrer Kindheit auf dem bei Berlin gelegenen Landgut der Eulenburgs, Schloss Liebenberg.
Ab 1922 besuchte sie eine Schule in Berlin und lebte beim Vater, der die Modeabteilung des Kunstgewerbemuseums in der Prinz-Albrecht-Straße 8 leitete. Auf den weiten Fluren dieses Gebäudes, das 1933 zur Gestapozentrale wurde, spielte Libertas mit ihren Geschwistern und anderen Kindern. Sie wurde dabei betreut von der Zeichenlehrerin Valerie Wolffenstein, mit der Libertas den Sommer 1924 in der Schweiz verbrachte. Von 1926 bis 1932 besuchte sie das Mädchen-Lyzeum in Zürich. Nach dem Abitur und einem Aufenthalt in Großbritannien wurde sie im Frühjahr 1933 in der Berliner Niederlassung der Filmgesellschaft Metro-Goldwyn-Mayer als Pressereferentin eingestellt. Im März 1933 wurde Libertas auch Mitglied der NSDAP. 1935 engagierte sich Libertas für den „Reichsarbeitsdienst der weiblichen Jugend“ (RADwJ) in Glindow bei Potsdam. Seit Anfang der 30er Jahre verfasste sie Filmkritiken, die eine deutliche Nähe zur nationalsozialistischen Ideologie erkennen lassen.
1934 machte sie die Bekanntschaft des Publizisten und Adjutanten im Reichsluftfahrtministerium Harro Schulze-Boysen, Sohn eines Seeoffiziers und Großneffe des Großadmirals Alfred von Tirpitz, den sie am 26. Juli 1936 in der Schlosskapelle von Liebenberg heiratete.

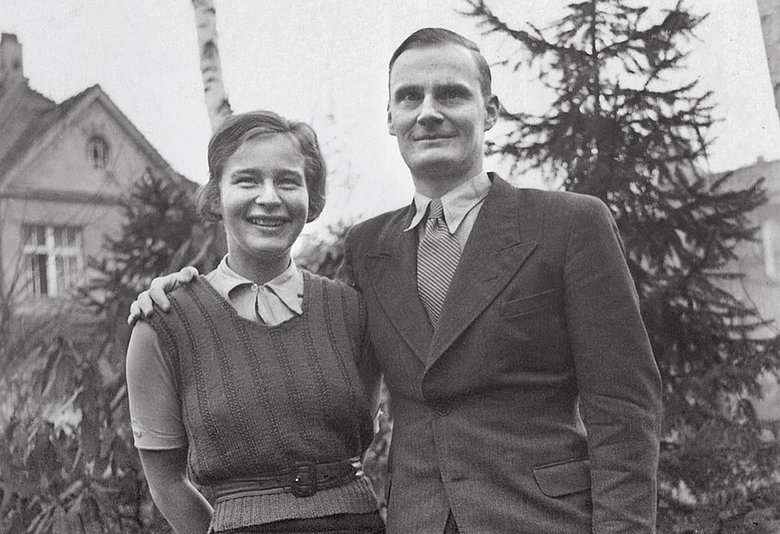
Harro und Libertas Schulze-Boysen (1935)

Das Ehepaar sammelte nach der Hochzeit junge Intellektuelle, Künstler und Arbeiter um sich und traf sich mit ihnen unbeobachtet von der Gestapo auf Schloss Liebenberg. In dem Kreis verkehrten u. a. das Künstlerehepaar Kurt und Elisabeth Schumacher, die Schriftsteller Günther Weisenborn, Walter Küchenmeister, das Ehepaar Greta und Adam Kuckhoff, die Journalisten John Graudenz und Gisela von Poellnitz, die Ärzte John Rittmeister und Elfriede Paul, die Tänzerin Oda Schottmüller, seit 1938 die Schauspielerin Marta Husemann mit Ehemann Walter Husemann.
Anfang 1937 trat sie aus der NSDAP unter dem Vorwand aus, als Ehefrau zeitlich und gesundheitlich nicht mehr in der Lage zu sein, allen Anforderungen der Parteiarbeit zu entsprechen.
Neben ihrer Arbeit als Filmkritikerin sammelte sie ab 1941/1942 im Reichspropagandaministerium Bildmaterial über deutsche Kriegsverbrechen. Ihren Mann unterstützte sie auf der Suche nach gleichgesinnten Gegnern des NS-Regimes. Nach dem Überfall auf die Sowjetunion erhielt sie Ende Oktober 1941 den Anruf eines im belgischen Brüssel tätigen Mittelsmanns des Nachrichtendienstes der Roten Armee – Deckname „Kent“ –, der beauftragt war, zu ihrem Mann Harro Schulze-Boysen den Kontakt herzustellen. „Kent“ sollte die Ursachen für den bisher nicht aufgenommenen Funkverkehr nach Moskau klären. (Eine Funkverbindung kam aufgrund der geringen Reichweite der Funkgeräte  – bis dato – nicht zustande.) Gemeinsam mit ihrem Mann Harro kam es zu einem Zusammentreffen in ihrer Wohnung. Libertas soll, so im späteren Urteil des Reichskriegsgerichtes, technische Einzelheiten zur Aufnahme des Sendebetriebs an den ab Juni 1941 eingebundenen Funker Hans Coppi übergeben haben und, als ihr Mann „Kent“ einige Informationen diktierte, mit dabei gewesen sein.

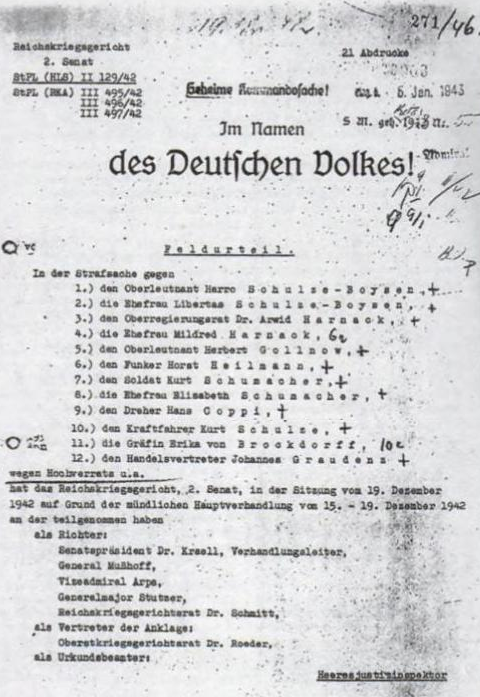
Eröffnungseite des Feldurteils des Reichskriegsgerichts vom 19. Dezember 1942

Libertas Schulze-Boysen begann im Sommer 1942 in der Kulturfilmzentrale des Reichspropagandaministeriums – zuständig für „Sachgebiete Kunst, deutsches Land und Volk, Völker und Länder“ – gemeinsam mit ihrem Mitarbeiter, dem (späteren) Schriftsteller Alexander Spoerl, Bildmaterial über Gewaltverbrechen an der Ostfront zu sammeln. Diese Informationen wurden zum Ausgangspunkt für ein Flugblatt. Durch Entschlüsselung der aufgefangenen geheimen Funksprüche des Nachrichtendienstes der Sowjetunion – über Brüssel – durch die Funkaufklärung der Gestapo, aus denen Name und Wohnadresse ihres Mannes hervorgingen, wurde ihr Mann Schulze-Boysen am 31. August 1942 verhaftet. Libertas, zu der Zeit auf Reisen, rief am 2. September 1942 im Reichsluftfahrtministerium an und erfuhr, dass ihr Mann sich auf einer unvorhergesehenen Dienstreise befinde. Bald wurde klar, dass er verhaftet wurde. Horst Heilmann, der bei der Dechiffrierungs-Abteilung arbeitete, zeigte ihr den Funkspruch aus der Sowjetunion mit ihrem Nachnamen. Sie informierte daraufhin Freunde über die Verhaftung ihres Mannes und vernichtete die Fotosammlung über die Gewalttaten an der Ostfront.
Auf ihrer Flucht wurde sie am 8. September 1942 im Schnellzug in Berlin-Wannsee verhaftet und vor dem Reichskriegsgericht angeklagt. Die Verfahren endeten am 9. Dezember 1942 mit Todesurteilen. Libertas Schulze-Boysen  wurde am 22. Dezember 1942 im Strafgefängnis Berlin-Plötzensee mit fünf weiteren aus der Widerstandsgruppe zwischen 20:18 und 20:33 Uhr im Dreiminutentakt durch Enthauptung hingerichtet. Ihr Mann war bereits zuvor um 19:05 Uhr im selben Gefängnis und – aus Sicht der Nationalsozialisten – besonders unehrenhaft am Fleischerhaken gehängt worden.
Die Leiterin der KZ-Gedenkstätte Moringen, Ursula Gerecht, berichtete in ihrem Vortrag Marta Wolter und „Kuhle Wampe“ – Die Geschichte einer Frau und die Geschichte eines Films aus dem Hafttagebuch von Marta Husemann über die Weggefährtin Libertas Schulze-Boysen: Ein Mensch, den man niemals in die illegale Arbeit hätte einweihen dürfen. Keine bewusste Verräterin. Aber durch ihre maßlose Eitelkeit leicht zum Sprechen zu bringen. Der zeitgleich inhaftierte und befreundete Schriftsteller Günther Weisenborn sprach später davon, dass Libertas kurz nach ihrer Verhaftung noch darüber lachen konnte, dass sich die Zellen des Hauptquartiers der Geheimpolizei in den Gebäuden der ehemaligen Kunstschule befanden, deren Direktor ihr Vater gewesen war.

## Ehrungen

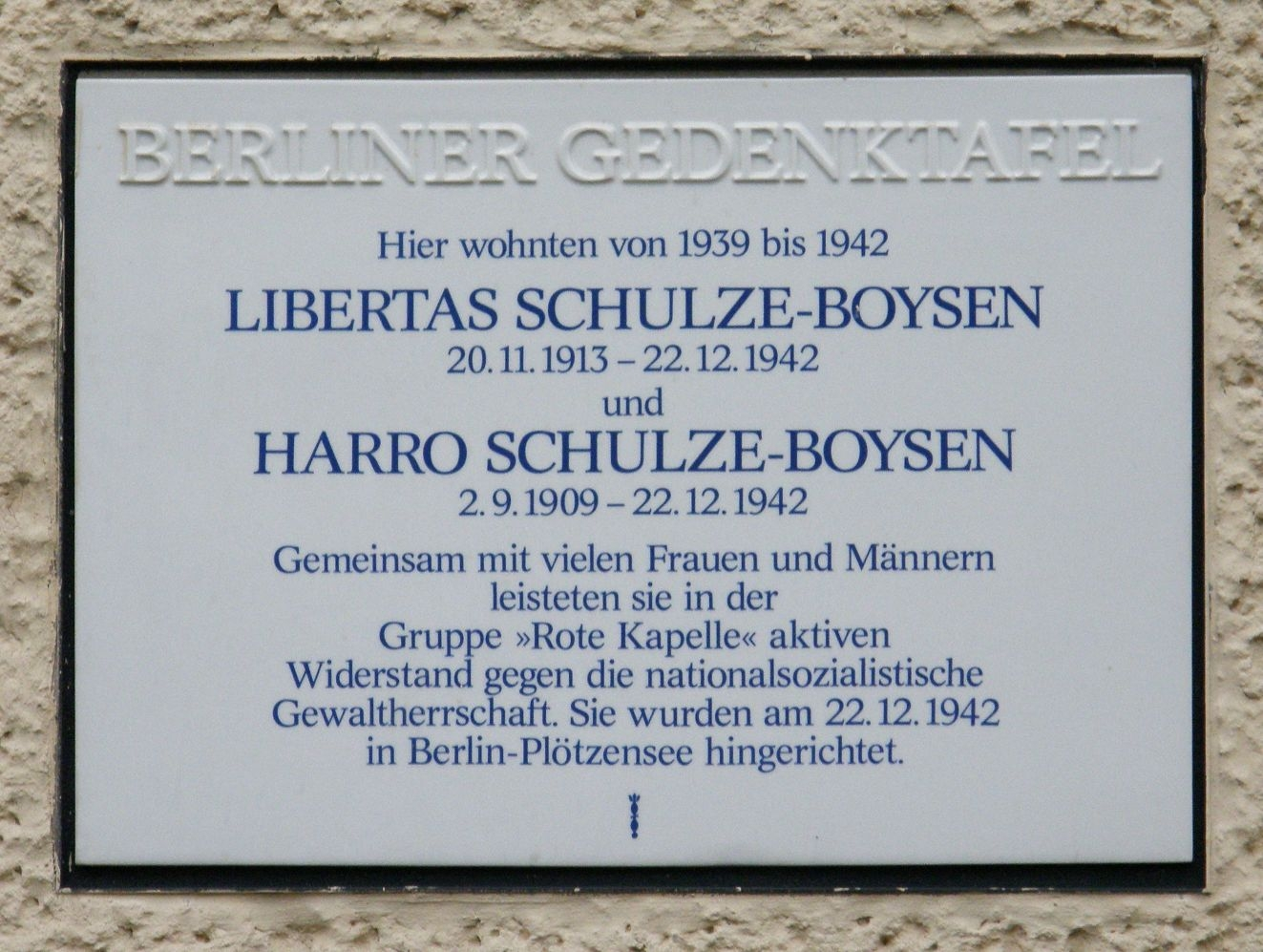
Berliner Gedenktafel für die Schulze-Boysens am Haus Altenburger Allee 19 in Berlin-Westend

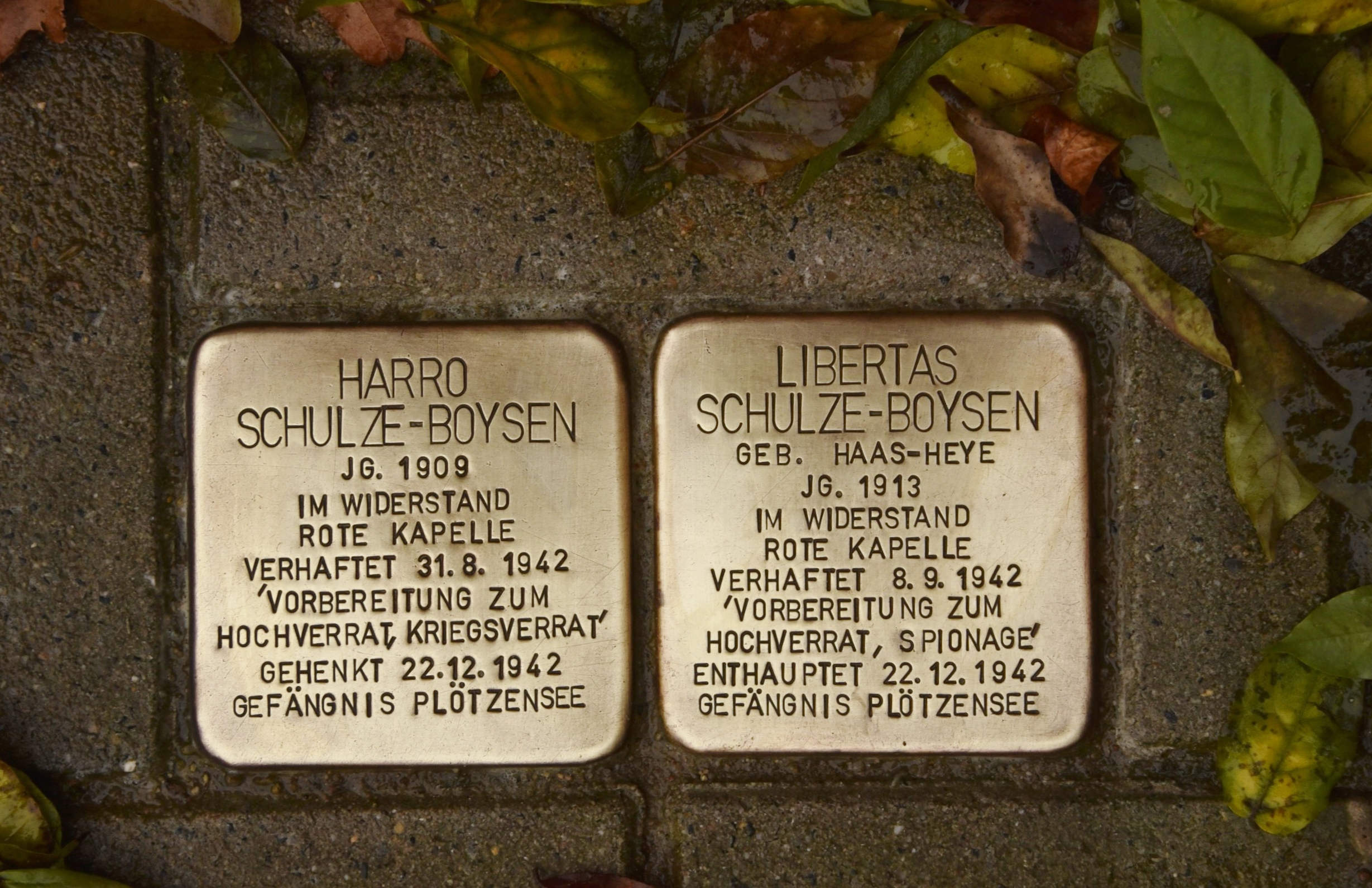
Stolpersteine für die Schulze-Boysens im Schlosshof von Schloss Liebenberg

- Alexander Spoerl hat Libertas Schulze-Boysen seinen 1950 erschienenen Roman Memoiren eines mittelmäßigen Schülers gewidmet.
- Im Berliner Stadtteil Lichtenberg wurde 1972 in der Deutschen Demokratischen Republik (DDR) nach Neugestaltung des Stadtgebietes Frankfurter Allee Süd eine Straße nach dem Ehepaar in Schulze-Boysen-Straße benannt.[11]
- Die Libertas-Kapelle[12] im Schloss Liebenberg, in der sie ihren Mann Harro heiratete, ist ihr gewidmet. Hier befindet sich seit 2004 eine Sonderausstellung der Gedenkstätte Deutscher Widerstand über das Leben Libertas und dem gemeinsamen antifaschistischen Widerstand innerhalb der Roten Kapelle gegen den Nationalsozialismus – mit Fotos und umfangreichen Schriften dokumentiert. Der Eintritt ist frei.[13]
- Vor den Stufen des Eingangs zum Liebenberger Herrenhaus wurde im Jahr 2017 je ein Stolperstein für Libertas Schulze-Boysen und ihren Ehemann Harro Schulze-Boysen verlegt.
- An ihrem letzten Wohnhaus in der Altenburger Allee 19 in Berlin-Westend gibt es eine Berliner Gedenktafel.
- Die Grund- und Oberschule in Löwenberg trägt den Namen Libertasschule.